# PTPRC

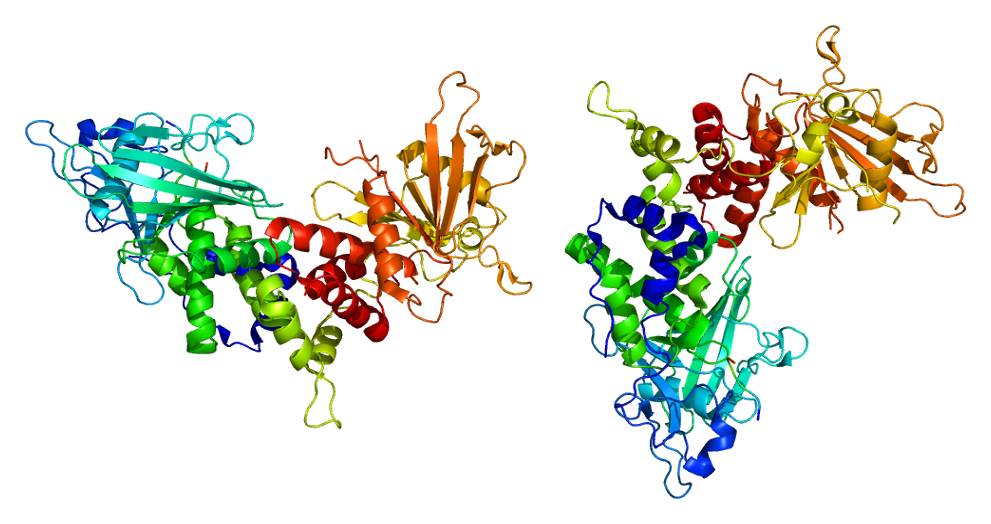
Représentation de la structure de CD45.

PTPRC, nom officiel anglais protein tyrosine phosphatase receptor type C, est une enzyme qui, chez les humains, est codée par le gène PTPRC. Il est également appelé CD45 (CD pour classe de différenciation), et il s'appelait aussi auparavant leukocyte common antigen (LCA).
Dans la recherche biomédicale, PTPRC est souvent utilisé comme un marqueur pour tous les globules blancs et leurs précurseurs hématopoïétiques.

## Comme biomarqueur
La molécule CD45 et ses différentes isoformes ont un degré d'expression variable sur les cellules lymphoïdes ou myéloïdes. Cette expression est en corrélation avec l'étape de différenciation des cellules étudiées. Ainsi, la caractérisation de la densité d'expression du CD45 est utile pour la discrimination entre cellules leucocytaires normales et malignes. La densité d'expression du CD45 est faible dans le cas de leucémies myéloïdes aiguës permettant ainsi de distinguer les cellules malignes des cellules normales. De plus, le degré d'expression du CD45 dans les cas de leucémies lymphoblastiques aiguës peut apporter des éléments pronostiques concernant l'évolution de la maladie. Enfin, les anticorps monoclonaux (AcM) CD45 permettent d'évaluer une éventuelle contamination non-leucocytaire de la fenêtre lymphocytaire lors de l'analyse graphique de la diffusion orthogonale de la lumière (Side Scatter) versus la fluorescence émise par l'anticorps conjugué spécifique du CD45 (HLB).